# Apatura morii
Apatura morii är en fjärilsart som beskrevs av Seok 1937. Apatura morii ingår i släktet Apatura och familjen praktfjärilar. Inga underarter finns listade i Catalogue of Life.